# Museo de Historia Militar de Vietnam
El Museo de Historia Militar de Vietnam, fue creado el 17 de julio de 1956 y es uno de los siete museos nacionales de Vietnam. Tiene 12 800 m 2 y está situado en el centro de Hanói, frente al parque Lenin y cerca del Mausoleo de Hồ Chí Minh. La Torre de la Bandera de Hanói se encuentra dentro de los terrenos del museo.

## Diseño

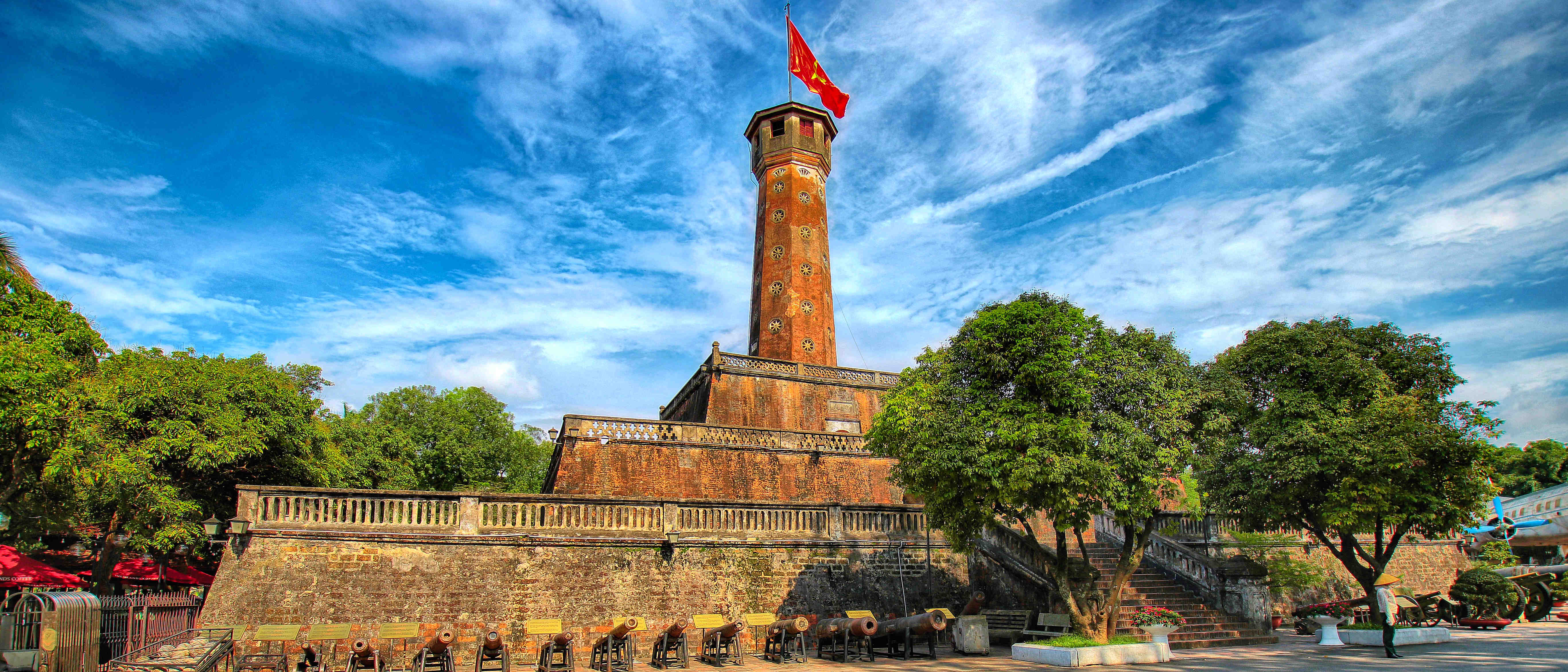
La Torre de la Bandera de Hanói

El museo consta de varios edificios. Las eras de la historia militar vietnamita se muestran en diferentes edificios del complejo. La Torre de la Bandera de Hanói también se encuentra dentro de los límites del complejo. Los visitantes pueden ingresar a los dos primeros niveles de la torre, sin embargo, la aguja es inaccesible.
El museo también incluye una exhibición de equipos y vehículos militares desmantelados, capturados o destruidos utilizados por Francia, Viet Minh, Vietnam del Norte, Vietnam del Sur y los Estados Unidos durante la primera y segunda guerra de Indochina. Esta exhibición, ubicada justo al lado de la Torre de la Bandera de Hanói, se conoce como "El jardín de los juguetes". Hay una tienda de la cadena Highlands Coffee en la que los visitantes pueden descansar, así como tiendas de souvenirs donde se pueden adquirir diversos productos.

## Exhibiciones

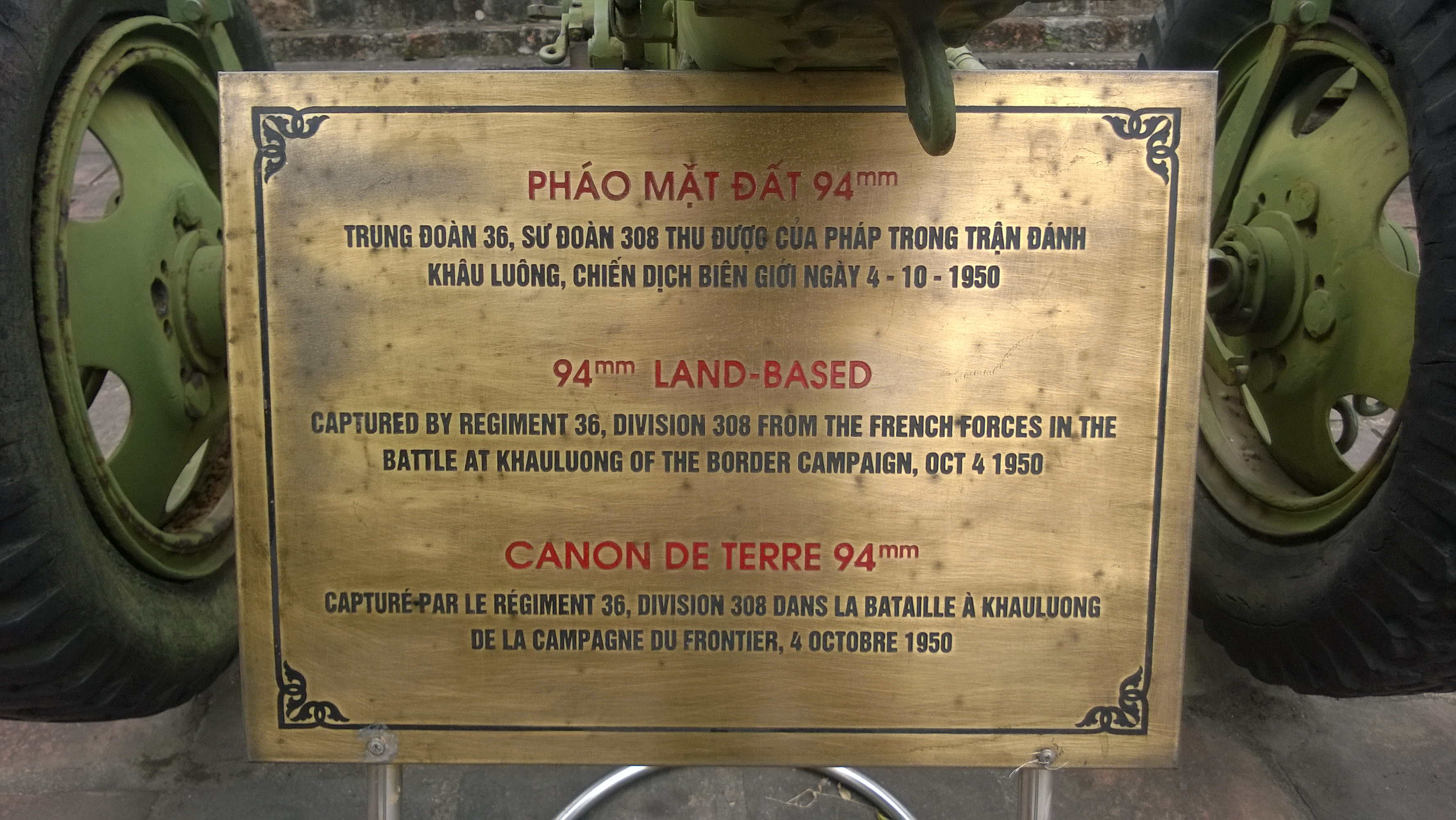
Los carteles en el museo están escritos en inglés, francés y vietnamita.

El museo no siempre da contexto o explicación en torno a las exhibiciones. Las exhibiciones consisten principalmente en objetos. Es mejor informarse sobre la primera y segunda guerra de Indochina si uno quiere entender los artefactos y las explicaciones de las tarjetas identificativas.
Hay algunos carteles en inglés y francés que contienen información sobre las épocas de la guerra. Los elementos audiovisuales a menudo solo están disponibles en vietnamita. Las tarjetas de notas que explican cada artefacto están en vietnamita, francés e inglés. Las traducciones al inglés en las pantallas no siempre son precisas o gramaticalmente correctas.
Este museo presenta la primera y segunda guerra de Indochina desde una perspectiva vietnamita. Varias formas de vocabulario no estándar, como "heroico", "victorioso" y "decidido", se utilizan a menudo en las descripciones.

### Historia de los conflictos militares de Vietnam

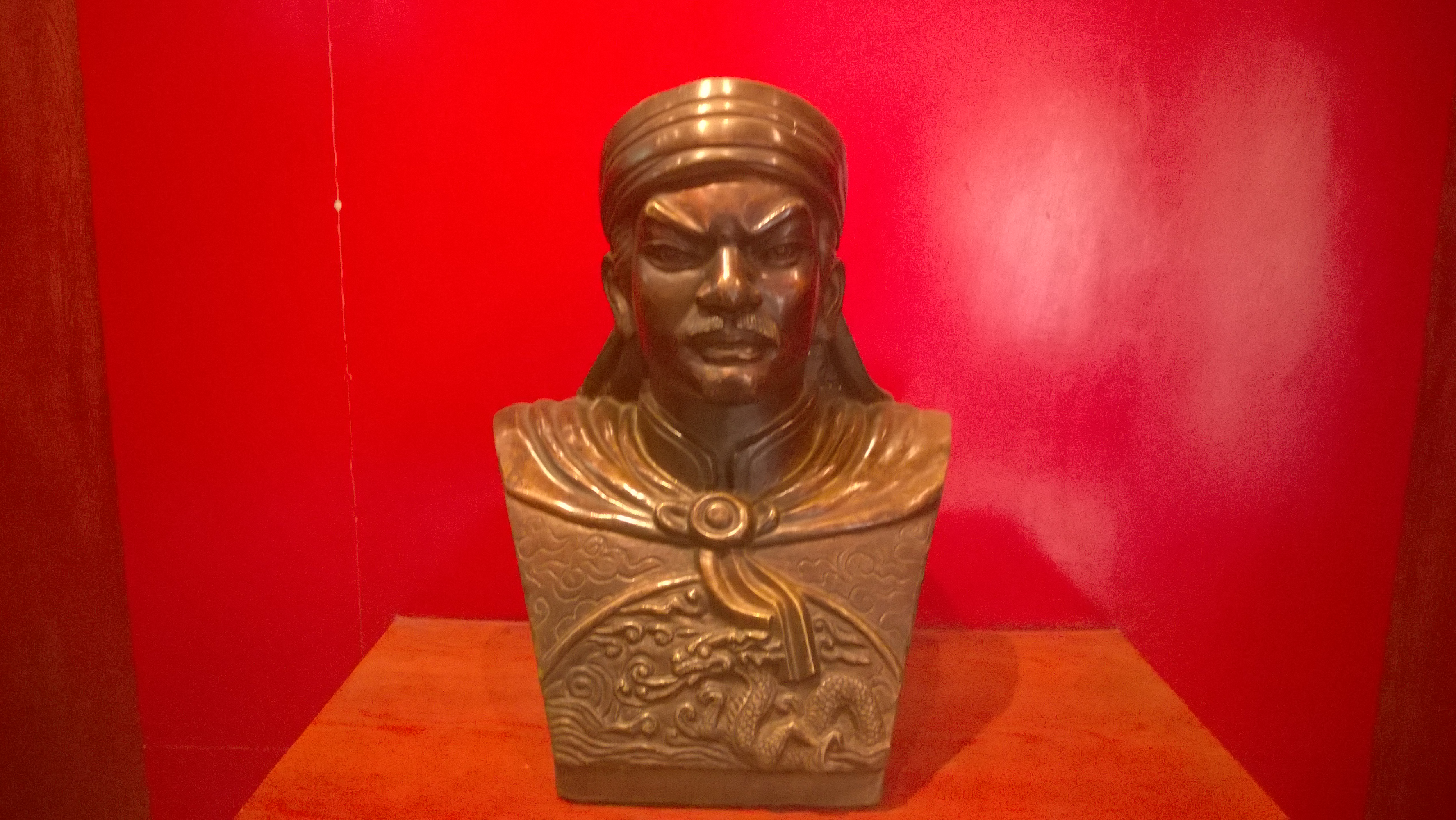
Un busto de Trần Hưng Đạo en el Museo de Historia Militar de Vietnam. Đạo era un príncipe imperial de la dinastía Trần y comandante militar durante la invasión mongola de Vietnam.

Tomado de un cartel en el Museo:
- 214-207 a. C.: Guerra de resistencia contra los Qin
- 208-179 a. C.: Guerra de resistencia contra los Zhao
- 40-43: Guerra de Resistencia contra la dominación Han del Este
- 542-548: Guerra de resistencia contra la dominación de Liang
- 603: Guerra de resistencia contra el dominio de los Sui
- 687-905: Guerra de resistencia contra la dominación Tang
- 930-938: Guerra de Resistencia contra los Han del Sur
- 1077: guerra de resistencia contra la canción
- 1258-1288: Guerra de resistencia contra los mongoles
- 1406-1427: Guerra de resistencia contra la dominación Ming
- 1785-1789: Guerra de resistencia contra Siam - Qing
- 1858-1954: Guerra de resistencia contra los colonos franceses
- 1954-1975: Guerra de resistencia contra el imperialista estadounidense, liberación de la nación.

### Exposición era precolonial
Esta era se destacó por las invasiones de los países vecinos durante los años 214 a. C. a 1789. Un cartel detalla las guerras de resistencia vietnamitas contra los invasores durante su historia. Se exhiben varios objetos de estos años y citas y murales atribuidos a emperadores anteriores están dispuestos en las paredes. Varios escenarios, que representan sus acciones para mantener alejados a los invasores, se completan con figuras para ilustrar claramente sus batallas durante esta era.

### Segunda guerra de Indochina

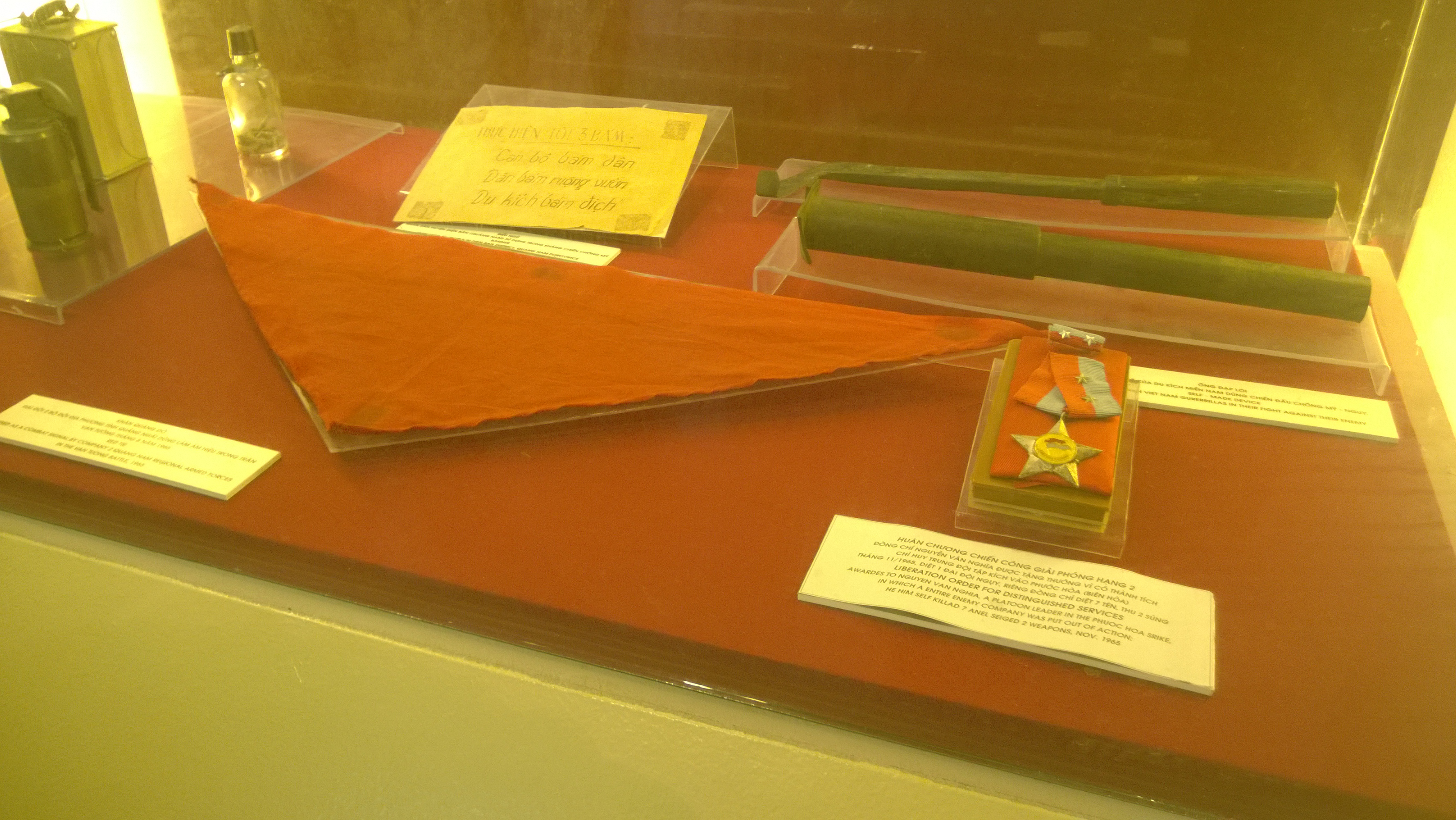
Una exhibición con elementos de la segunda guerra de Indochina.

Hay una amplia variedad de exhibiciones en el museo que se enfocan en la segunda guerra de Indochina (la guerra de Vietnam) a través de muchas exhibiciones que presentan información de las tácticas de los "imperialistas estadounidenses" y las diferentes maneras en que se abordó la guerra en Vietnam, muchos centrados en la "vietnamización de la guerra", así como en los muchos otros fracasos de los estadounidenses, una gran parte de las pantallas se utilizan para simbolizar y reforzar la fuerza de voluntad y la determinación de los vietnamitas.
El museo también tiene una gran recopilación de carteles, periódicos y fotografías que demuestran el apoyo global que condena a los estadounidenses en la guerra, incluidos países como el Congo, Corea del Norte, los Países Bajos, Venezuela y Cuba. El museo también cuenta con una gran colección de maquinaria y artillería antigua llamada "Jardín de juguetes rotos" que fueron derribados por los vietnamitas.

## Elementos en exhibición exterior

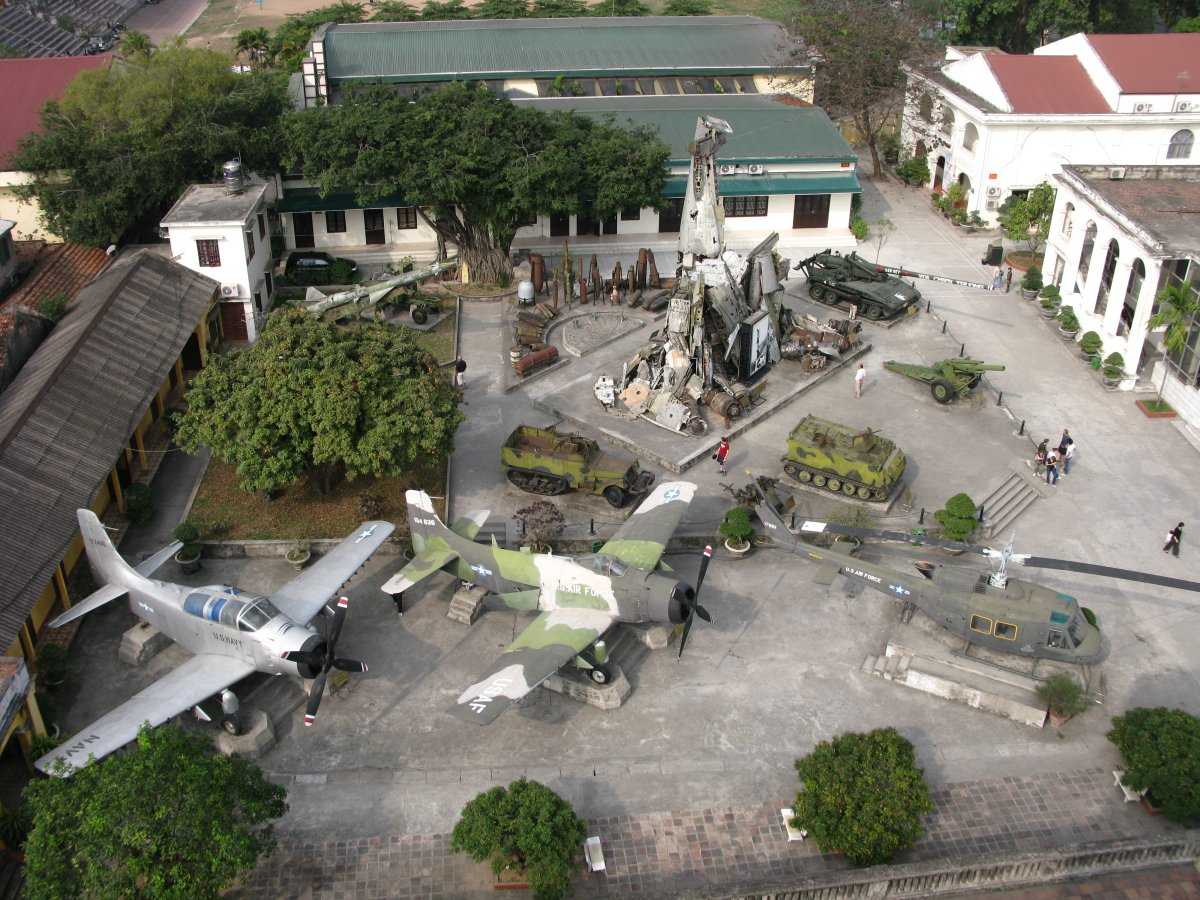
El museo tiene en exhibición una serie de vehículos fuera de servicio en su "Jardín de juguetes".

Los artículos en exhibición incluyen:
- Campana UH-1H Iroquois
- Restos de un Boeing B-52G derribado durante la Operación Linebacker II
- Libélula Cessna A-37B
- Douglas A-1E y A-1H Skyraiders
- M3 Half-track supuestamente utilizado por Groupe Mobile 100 y capturado en la batalla de Mang Yang Pass
- Obús M101
- Pistola autopropulsada M107
- Transporte blindado de personal M113
- Obús M114 de 155 mm
- Mikoyan-Gurevich MiG-21 MF y PFM
- Directriz SA-2 SAM
- Tanque T-34
- Tanque T-54
- Cañón automático de defensa aérea de 37 mm M1939 (61-K)
- 57 mm AZP S-60
- Cañón divisorio de 85 mm D-44
- Cañón de campaña remolcado de 130 mm M1954 (M-46)